# Kaki King

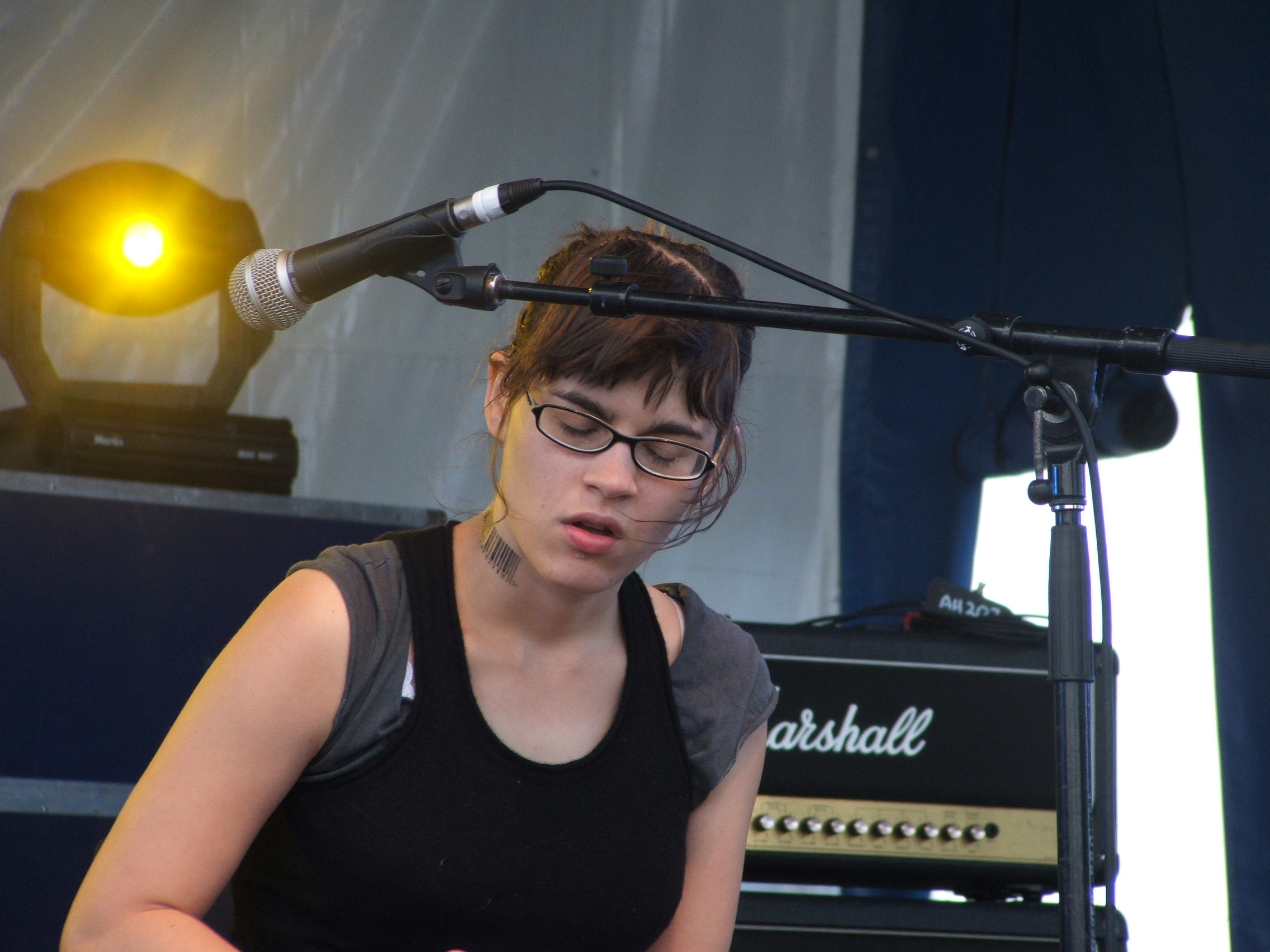
Kaki King (2007)

Kaki King (* 24. August 1979 in Atlanta, Georgia; bürgerlich: Katherine Elizabeth King) ist eine US-amerikanische Musikerin aus New York.

## Biographie
Geboren und aufgewachsen in Atlanta, wandte sie sich sehr früh der Musik zu, bevorzugte aber zunächst das Schlagzeug. Durch Ausprobieren der Gitarren ihres Vaters, der sie ab fünf Jahren Gitarrenunterricht nehmen ließ, und von Künstlern wie The Beatles, Fleetwood Mac oder The Smiths (aber auch Tschaikowski) inspiriert, nahm die Gitarre eine immer größere Rolle ein. Nachdem sie nach New York gezogen war, um dort an der New York University zu studieren, spielte sie viel Gitarre und trat öffentlich auf. In dieser Zeit hatte sie ihr Coming-out. Nach dem 11. September 2001 spielte sie in der U-Bahn von New York, um die Menschen „aufzuheitern“. Nachdem sie des Öfteren nach CDs gefragt wurde, begann sie Demos aufzunehmen. Die Aufnahmen kamen über Umwege in die Hände von Jeff Krasno von Velour Records. Hier wurde im April 2003 ihr Debüt-Album „Everybody Loves You“ veröffentlicht. Mit diesem Album erregte sie in den Reihen der Fans akustischer Gitarrenmusik große Aufmerksamkeit, sie trat in Fernsehshows auf und regte das Publikum mit ihrer jugendlich-ironischen Art und ihren perkussiven Tonlawinen zu Begeisterungsstürmen an. Im nächsten Jahr schloss sie einen Vertrag mit dem amerikanischen Plattenlabel Epic Records ab, bei dem ihr zweites Album „Legs To Make Us Longer“ erschien. King tourte unermüdlich und war im Vergleich zu anderen Fingerstyle-Gitarristen sehr erfolgreich. In verschiedenen Fachmagazinen erschienen enthusiastische Artikel über sie.
Das dritte Album „… Until We Felt Red“ produzierte King auf eigene Kosten bei Soma Studios in Chicago. Es erschien im August 2006 wieder bei ihrem ursprünglichen Label, Velour Records, nachdem sie den Vertrag mit Epic Records gelöst hatte. Sie begann sich mit Filmmusik zu beschäftigen und experimentiert mit verschiedenen Ausdrucksformen und ungewöhnlichen Ideen. Ihre vierte CD „Dreaming of Revenge“ ist im März 2008 erschienen.
King tourt weltweit, zwischen den Tourneen lebt sie in New York.

## Musikstil
Auf ihren ersten Veröffentlichungen zeichnete sich ihr Stil besonders durch den Gebrauch der Gitarre als Percussions-Instrument aus. So benutzt sie beispielsweise den Korpus der Gitarre als Trommel und verwendet Pop- und Slap-Techniken. Des Weiteren benutzt sie oft dissonante Akkorde und komplexe Soli in ihren Songs. Ihre Spielweise erinnert in dieser Phase ihrer Karriere sehr an ihr Vorbild Preston Reed.
Auf dem 2008er Album tritt die akustische Gitarre sehr in den Hintergrund. King hat vor allem Gesangsstücke produziert, der Stil ihrer Musik verschob seinen Schwerpunkt von akustischer Instrumentalmusik zunehmend in Richtung Pop und Alternative. Auf der CD „… Until We Felt Red“ spielt sie überwiegend elektrische und Lapsteel-Gitarre, fast alle Stücke sind mit größerer Besetzung produziert.

## Diskografie
- Everybody Loves You (2003 Velour Records)
- Legs to Make Us Longer (2004 Red Ink Records)
- …Until We Felt Red (2006 Velour Records)
- Dreaming of Revenge (2008 Velour Records)
- Junior (2010 Cooking Vinyl/Indigo)
- Glow (2012 Velour Recordings)
- Modern Yesterdays (2020 Cantaloupe Music)